# Pathfinder Company
Pathfinder Company, vorher Parry Auto Company und Motor Car Manufacturing Company, war ein US-amerikanischer Hersteller von Automobilen.

## Unternehmensgeschichte
Die Parry Manufacturing Company aus Indianapolis in Indiana war einer der größten Kutschenhersteller der 1890er Jahre. David M. Parry experimentierte zwischen 1892 und 1896 mit einem Elektroauto, das nicht in Produktion ging. 1906 stellte er mit der Overland Automobile Company Fahrzeuge der Marke Overland her. Am 28. Juli 1909 gründete er die Parry Auto Company in der gleichen Stadt. Er beschäftigte 389 Arbeiter. 1910 begann die Produktion von Automobilen. Der Markenname lautete Parry. Planungen beliefen sich auf 5000 Fahrzeuge im ersten Jahr. Dieses Ziel wurde nicht erreicht. Es entstanden rund 900 Fahrzeuge. Hohe Ausgaben für Werbung und Maschinen standen demgegenüber. Im Dezember 1910 folgte die Insolvenz.
Die Gläubiger übernahmen das Unternehmen und führten eine Reorganisation durch. Die neue Firmierung lautete Motor Car Manufacturing Company. Laut einer Quelle wählten sie diesen neutralen Namen, da sie sich noch nicht für einen bestimmten Markennamen entscheiden konnten. W. C. Teasdale, der eine Vergangenheit bei einem Parry-Unternehmen hatte, wurde Präsident, G. O. Simons von Stoddard-Dayton Vizepräsident, W. K. Bromley Sekretär, Fred C. Dom und Frank H. Teagle weitere Führungskräfte. Der Name David Parry wird nicht mehr genannt. Fahrzeuge der Marke New Parry entstanden zwischen 1911 und 1912. Außerdem wurde 1912 die neue Marke Pathfinder eingeführt.
1916 änderte sich die Firmierung in Pathfinder Company. Materialknappheit während des Ersten Weltkriegs sorgte für Probleme. Im Januar 1917 gab es Gerüchte eines Zusammenschlusses mit der Empire Automobile Company. Noch 1917 endete die Produktion. Im Dezember 1917 wurde alles für 59.000 US-Dollar versteigert.

## Fahrzeuge

### Markenname Parry
Dieser Markenname wurde nur 1910 benutzt. Zur Wahl standen zwei ähnliche Modelle mit Vierzylindermotoren. Identisch war der Radstand mit 295 cm. Das Model 35 hatte einen Motor mit 35 PS und einen Aufbau als viersitzigen Runabout. Das Model 40 mit einem 40-PS-Motor war als fünfsitziger Tourenwagen karosseriert.

### Markenname New Parry
1911 erschien mit dem Bulldog ein kleineres Modell als bisher. Der Vierzylindermotor leistete 25 PS. Das Fahrgestell hatte 254 cm Radstand. Der Aufbau wurde Gentleman’s Roadster genannt. Die anderen Modelle entsprachen technisch dem kleineren der beiden Vorjahresmodelle. Die Motorleistung von 35 PS und der Radstand von 295 cm stimmten überein. Model 37 war ein viersitziger Baby Tonneau, Model 39 ein zweisitziger Roadster, Model 42 ein fünfsitziger Tourenwagen und Model 48 ebenfalls ein fünfsitziger Tourenwagen, allerdings mit 300 cm Radstand. Eine Quelle gibt an, dass ein wesentlicher Unterschied zum Parry im höheren Preis lag.
1912 entfiel der Bulldog. Die Fahrzeuge hatten einheitlich 35 PS Leistung und 295 cm Radstand. Überliefert sind Model 51 als zweisitziger Roadster, Model 52 als fünfsitziger Tourenwagen und Model 53 als viersitziger Phaeton.

### Markenname Pathfinder
1912 gab es nur den Series XII, in Römischer Zahlschrift für 12. Der Vierzylindermotor leistete 40 PS. Der Radstand betrug 300 cm. Genannt sind Model A als Tourenwagen, Model B als Phaeton, Model C als Armored Roadster und Model D als Martha Washington Coach.
1913 wurde daraus bei gleichen technischen Daten der Series XIII, römisch für 13. Zu den vier Aufbauten des Vorjahres gesellte sich das Model E als Cruiser und ein Lieferwagen.
1914 folgte der Series XIV, römisch für 14. Der Radstand war auf 305 cm verlängert worden. Phaeton und Lieferwagen entfielen. Außerdem erschien mit dem Six erstmals ein Modell mit einem Sechszylindermotor. Er war mit 41 PS angegeben. Der Radstand betrug 340 cm. Die einzige Ausführung war ein Leather Stock als sechssitziger Tourenwagen.
1915 entfiel das Vierzylindermodell. Zwei verschiedene Sechszylindermodelle standen zur Wahl, die beide Series VII, römisch für 7, genannt wurden. Das größere entsprach technisch dem Vorjahresmodell. Das Model B war eine Limousine und der Leather Stock ein siebensitziger Tourenwagen. Das kleinere Fahrzeug hatte einen 34-PS-Motor und 315 cm Radstand. Zur Wahl standen Model C als Roadster, Model D als Cruiser und ein Daniel Boone genannter Tourenwagen mit sieben Sitzen.
1916 gab es den Six. Der Sechszylindermotor leistete 50 PS. Der Radstand maß 310 cm. Überliefert sind Fremont Tourenwagen mit fünf und sieben Sitzen und Fremont Roadster mit zwei und vier Sitzen. Neu war der Twelve. Er hatte einen V12-Motor von der Weidely Motors Company mit OHV-Ventilsteuerung, 6393 cm³ Hubraum und 60 PS Leistung. Der Radstand betrug 330 cm. Genannt sind ein LaSalle Tourenwagen mit sieben Sitzen, Cloverleaf Roadster mit vier Sitzen und eine Limousine mit sieben Sitzen.
1917 entfiel das Sechszylindermodell. Beim Twelve änderte sich nichts. Für Tourenwagen und Limousine ist die Anzahl der Sitze nicht bekannt.

## Modellübersicht
| Jahr | Marke      | Modell      | Ausführung    | Zylinder | Leistung (PS) | Radstand (cm) | Aufbau                                                                            |
| ---- | ---------- | ----------- | ------------- | -------- | ------------- | ------------- | --------------------------------------------------------------------------------- |
| 1910 | Parry      | Model 35    |               | 4        | 35            | 295           | Runabout 4-sitzig                                                                 |
| 1910 | Parry      | Model 40    |               | 4        | 40            | 295           | Tourenwagen 5-sitzig                                                              |
| 1911 | New Parry  | Bulldog     |               | 4        | 25            | 254           | Gentleman’s Roadster                                                              |
| 1911 | New Parry  | Model 37    |               | 4        | 35            | 295           | Baby Tonneau 4-sitzig                                                             |
| 1911 | New Parry  | Model 39    |               | 4        | 35            | 295           | Roadster 2-sitzig                                                                 |
| 1911 | New Parry  | Model 42    |               | 4        | 35            | 295           | Tourenwagen 5-sitzig                                                              |
| 1911 | New Parry  | Model 48    |               | 4        | 35            | 300           | Tourenwagen 5-sitzig                                                              |
| 1912 | New Parry  | Model 51    |               | 4        | 35            | 295           | Roadster 2-sitzig                                                                 |
| 1912 | New Parry  | Model 52    |               | 4        | 35            | 295           | Tourenwagen 5-sitzig                                                              |
| 1912 | New Parry  | Model 53    |               | 4        | 35            | 295           | Phaeton 4-sitzig                                                                  |
| 1912 | Pathfinder | Series XII  | Model A       | 4        | 40            | 300           | Tourenwagen                                                                       |
| 1912 | Pathfinder | Series XII  | Model B       | 4        | 40            | 300           | Phaeton                                                                           |
| 1912 | Pathfinder | Series XII  | Model C       | 4        | 40            | 300           | Armored Roadster                                                                  |
| 1912 | Pathfinder | Series XII  | Model D       | 4        | 40            | 300           | Martha Washington Coach                                                           |
| 1913 | Pathfinder | Series XIII | Model A       | 4        | 40            | 300           | Tourenwagen                                                                       |
| 1913 | Pathfinder | Series XIII | Model B       | 4        | 40            | 300           | Phaeton                                                                           |
| 1913 | Pathfinder | Series XIII | Model C       | 4        | 40            | 300           | Armored Roadster                                                                  |
| 1913 | Pathfinder | Series XIII | Model D       | 4        | 40            | 300           | Martha Washington Coach                                                           |
| 1913 | Pathfinder | Series XIII | Model E       | 4        | 40            | 300           | Cruiser                                                                           |
| 1913 | Pathfinder | Series XIII |               | 4        | 40            | 300           | Lieferwagen                                                                       |
| 1914 | Pathfinder | Series XIV  | Model A       | 4        | 40            | 305           | Tourenwagen                                                                       |
| 1914 | Pathfinder | Series XIV  | Model C       | 4        | 40            | 305           | Armored Roadster                                                                  |
| 1914 | Pathfinder | Series XIV  | Model D       | 4        | 40            | 305           | Martha Washington Coach                                                           |
| 1914 | Pathfinder | Series XIV  | Model E       | 4        | 40            | 305           | Cruiser                                                                           |
| 1914 | Pathfinder | Six         | Leather Stock | 6        | 41            | 340           | Tourenwagen 6-sitzig                                                              |
| 1915 | Pathfinder | Series VII  | Model B       | 6        | 41            | 340           | Limousine                                                                         |
| 1915 | Pathfinder | Series VII  | Leather Stock | 6        | 41            | 340           | Tourenwagen 7-sitzig                                                              |
| 1915 | Pathfinder | Series VII  | Model C       | 6        | 34            | 315           | Roadster                                                                          |
| 1915 | Pathfinder | Series VII  | Model E       | 6        | 34            | 315           | Cruiser                                                                           |
| 1915 | Pathfinder | Series VII  | Daniel Boone  | 6        | 34            | 315           | Tourenwagen 7-sitzig                                                              |
| 1916 | Pathfinder | Six         |               | 6        | 50            | 310           | Fremont Tourenwagen 5-sitzig und 7-sitzig, Fremont Roadster 2-sitzig und 4-sitzig |
| 1916 | Pathfinder | Twelve      |               | 12       | 60            | 330           | LaSalle Tourenwagen 7-sitzig, Cloverleaf Roadster 4-sitzig, Limousine 7-sitzig    |
| 1917 | Pathfinder | Twelve      |               | 12       | 60            | 330           | LaSalle Tourenwagen, Cloverleaf Roadster 4-sitzig, Limousine                      |